# День банковского работника России

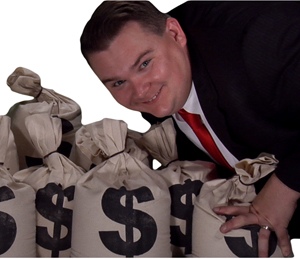
Деньги — лучший подарок!

День банковского работника России — неофициальный профессиональный праздник всех работников банковской системы Российской Федерации.

## История и празднование Дня банковского работника России
2 декабря 1990 года произошло важное событие: в РСФСР был принят закон «О Центральном Банке Российской Федерации».
Также 2 декабря 1990 года был принят ещё один Федеральный закон № 395-1 «О банках и банковской деятельности».
Несмотря на то, что «День банковского работника России» не утверждён на государственном уровне, некоторые российские официальные лица высокого ранга не забывают поздравить сотрудников банковского сектора. Так, в 2008 году, губернатор Курганской области Олег Алексеевич Богомолов подписался под следующим совместным обращением:

Профессиональный праздник подтверждает важную роль банковской системы в жизни нашей страны. Развитая банковская система содействует укреплению отечественного бизнеса и сбережению денег граждан, обеспечивает качественное обслуживание деятельности производителей всех сфер и отраслей экономики, способствует обеспечению финансовой стабильности государства.